# USS Sicard (DD-346)
USS Sicard (DD-346) je bil rušilec razreda Clemson v sestavi Vojne mornarice Združenih držav Amerike.
Rušilec je bil poimenovan po kontraadmiralu Montgomeryju Sicardu.

## Zgodovina
Za zasluge med drugo svetovno vojno je bil rušilec odlikovan z dvema bojnima zvezdama.
21. novembra 1945 je bil rušilec izvzet iz aktivne sestave, 19. decembra 1945 odstranjen s seznama plovil Vojne mornarice ZDA in 22. junija 1946 prodan za razrez.